# Det Danske Spejderkorps (dokumentarfilm)
|  | Denne artikel er oprettet af botten Steenthbot ud fra en ekstern database. Den kan derfor have sproglige fejl eller mangler. Denne skabelon kan fjernes efter kontrol af indholdet. |

Det Danske Spejderkorps er en dansk dokumentarisk optagelse fra 1921.

## Handling
4.-5. maj 1921 er Det Danske Spejderkorps på weekeendlejr på Eremitagesletten i Klampenborg. Filmen viser spejdernes parade for korpsets æreschef, H.K.H. Prinsesse Margrethe af Bourbon- Parma (1895-1992), datter af Prins Valdemar. 'Sølvulven' tildeles Prinsesse Margrethe. Spejderne laver opvisning, tovtrækning og forskellige lege.